# Guano Islands Act
Il Guano Islands Act (USC, tit. 48, cap. 8, §§ 1411-1419) è una legge federale approvata dal Congresso degli Stati Uniti d'America il 18 agosto 1856. Il provvedimento autorizzava i cittadini statunitensi a prendere possesso delle isole con depositi di guano. Le isole potevano essere ubicate dovunque a condizione che non fossero già occupate e non fossero già sottoposte alla sovranità di altri paesi; inoltre dava al Presidente degli Stati Uniti d'America la facoltà di ricorrere alle forze armate per proteggere questi interessi e stabiliva l'estensione a questi territori della giurisdizione criminale statunitense.
(United States Code, titolo 48, capitolo 8, § 1411)

## Storia
Negli anni '40 del XIX secolo, il guano divenne molto ricercato come fertilizzante agricolo e come fonte di nitrato di sodio per la polvere da sparo. Nel 1855 gli Stati Uniti d'America vennero a conoscenza del fatto che molte isole dell'Oceano Pacifico erano dei depositi di guano. Il Congresso approvò il Guano Islands Act per poter sfruttare questi depositi.
Il provvedimento permetteva esplicitamente di considerare le isole come possedimenti degli Stati Uniti d'America, ma allo stesso tempo stabiliva che gli USA non fossero obbligati a conservarne il possesso una volta esaurite le riserve di guano. Tuttavia, il provvedimento non specificava quale dovesse essere lo status dei territori una volta esauriti gli interessi statunitensi.
L'implicazione era che essi tornassero al loro status precedente, quello di terra nullius.
Questo rappresentò l'introduzione del concetto di area insulare nei territori statunitensi. Fino a quel momento, ciascun territorio acquisito dagli Stati Uniti d'America era considerato come parte integrante del paese, potendo eventualmente ambire a diventare uno Stato dell'Unione. Con l'introduzione delle aree insulari, i territori vennero amministrati dal governo federale senza la prospettiva di diventare membri dell'Unione.
Il provvedimento di legge che stabiliva l'applicazione della giurisdizione criminale statunitense sulle isole fu approvato e ritenuto conforme alla costituzione dalla Corte Suprema nel 1890 nell'ambito della causa Jones contro gli Stati Uniti.

## Rivendicazioni
Più di 100 isole sono state rivendicate dagli Stati Uniti in virtù del Guano Islands Act.
La maggior parte di esse non sono più considerate territori degli Stati Uniti d'America, quelle che restano sotto rivendicazione statunitense sono:
- Bajo Nuevo Bank (Isole Petrel)
- Isola Baker
- Isola Howland
- Isola Jarvis
- Atollo Johnston
- Kingman Reef (Danger Rock)
- Atollo di Midway
- Isola Navassa
- Serranilla Bank
- Atollo Palmyra (rivendicazione speciosa poiché non c'era guano)

Nel 1857, l'isola caraibica disabitata di Navassa fu rivendicata dagli Stati Uniti sulla base del Guano Islands Act, nonostante una rivendicazione anteriore (1801) di Haiti. L'isola fu intensamente sfruttata per le sue riserve di guano, ma tornò ad essere disabitata alla fine della seconda guerra mondiale. L'isola non è stata formalmente abbandonata dagli statunitensi, essa è infatti ancora amministrata in absentia come area naturale protetta (National Wildlife Refuge). Le rivendicazioni di Haiti permangono, infatti nella stessa costituzione del paese c'è un richiamo esplicito alla sovranità sul territorio di Navassa (cap. II, art. 8). Inoltre, un gruppo di privati cittadini colombiani ha tentato di creare sull'isola un nuovo Stato indipendente senza ottenere alcun riconoscimento internazionale.
Ancor più complessi sono i casi di Serranilla Bank e di Bajo Nuevo Bank poiché queste aree sono rivendicate da diversi stati sovrani.
Nel 1964, Leicester Hemingway, fratello dello scrittore Ernest Hemingway, cercò di creare una nazione (o più correttamente, una micronazione) chiamata Repubblica di Nuova Atlantide (Republic of New Atlantis) composta da una chiatta di bambù ancorata al di fuori delle acque territoriali della Giamaica, usando il Guano Islands Act come parte della dichiarazione di sovranità. Il suo intento era quello di usare la nuova nazione come quartier generale per la sua società di ricerche marine (International Marine Research Society) con la quale aveva progettato di compiere ricerche e di proteggere la pesca giamaicana. La sua rivendicazione non fu mai riconosciuta né dagli Stati Uniti, né dalla Giamaica; l'imbarcazione fu distrutta durante una tempesta nel 1966.
Nel 1971, gli Stati Uniti e l'Honduras firmarono un trattato attestante la sovranità honduregna delle Isole Swan.